# Odontolabis nobuhikoi
Odontolabis nobuhikoi es una especie de coleóptero de la familia Lucanidae.

## Distribución geográfica
Habita en Célebes (Indonesia).